# A Magyar Filmakadémia közönségdíja
A Magyar Filmakadémia közönségdíja elismerés a 2014-ben alapított Magyar Filmdíjak egyik különdíja, melyet a filmkedvelő nagyközönség szavazata alapján 2017 óta ítélnek oda a díjazást megelőző év magyar filmterméséből legjobbnak tartott alkotásnak.
A díjra nincs külön jelölés, arra minden nagyjátékfilm számításba jöhet, amennyiben nevezték a filmhétre, illetve a filmdíjra. A közönségszavazás a filmhetet követő időszakban történik interneten, a Magyar Filmakadémia Egyesült által nyitott külön oldalon, amelyre e-mailes regisztráció és ellenőrzés után küldhető el a szavazat. Egy IP-címről egy szavazat adható le.
A beérkezett szavazatokat összesítik; a legtöbb szavazatot kapott alkotást hirdetik ki győztesnek. Az ünnepélyes díjátadásra Budapesten, a Magyar Filmhetet lezáró filmdíj-gálán kerül sor minden év március elején. Az elismerést első alkalommal 2017-ben, a 2. Magyar Filmdíj-gálán osztották ki, akkor még a különböző nagyvárosokban rendezett vetítések közönségének szavazatai alapján.

## Díjazottak
| Év   | A film címe       | Rendező                       | Producer                                                  |
| ---- | ----------------- | ----------------------------- | --------------------------------------------------------- |
| 2017 | #Sohavégetnemérős | Tiszeker Dániel               | Lévai Balázs                                              |
| 2018 | Kincsem           | Herendi Gábor                 | Hutlassa Tamás és Herendi Gábor                           |
| 2019 | BÚÉK              | Goda Krisztina                | Zákonyi S. Tamás, Geszti Péter és Ditz Edit               |
| 2020 | Nem osztották ki. | Nem osztották ki.             | Nem osztották ki.                                         |
| 2021 | A taxis           | Béres László                  |                                                           |
| 2022 | Nagykarácsony     | Tiszeker Dániel               | Lévai Balázs és Osváth Gábor                              |
| 2023 | Nyugati nyaralás  | Tiszeker Dániel               | Lévai Balázs, Meggyes Krisztina, Juhász Rita és Tóth Anna |
| 2024 | A nemzet aranyai  | Zákonyi S. Tamás és Elek Ottó | Zákonyi S. Tamás                                          |
| 2025 | Királytalálkozó   | Pozsgai Zsolt                 | Berecz M. Ágnes                                           |